# ノーマ・シアラー
ノーマ・シアラー（Norma Shearer、本名：Edith Norma Shearer、1902年8月10日 - 1983年6月12日）はカナダ生まれの女優。

## 来歴
姉のエイソール・シアラーはハワード・ホークスと結婚、兄のダグラス・シアラーはアカデミー賞を何度も受賞した音響監督。
ケベック州モントリオールで生まれた。14歳で美人コンテストに入賞したことから映画界入り。1920年からエキストラで映画に出演しはじめ、メトロ・ゴールドウィン・メイヤーのプロデューサーのアーヴィング・タルバーグに認められ、その気品ある美しさからMGMのスターとなっていく。1927年にタルバーグと結婚している。1930年に『結婚双紙』でアカデミー主演女優賞を受賞。
1936年のタルバーグの死後はジョージ・ラフトやミッキー・ルーニーなどと交際したが次第にハリウッドから遠ざかってゆき、1942年に20歳年下のスキー・インストラクターと結婚して引退した。

## 主な出演作品
- 東への道 Way Down East （1920年）
- 歓楽地獄 Pleasure Mad （1923年）
- 奔流恋を乗せて Lucretia Lombard （1923年）
- 狼の血 The Wolf Man （1924年）
- 縺れ行く情火 Broadway After Dark （1924年）
- 輝く一路 Broken Barriers （1924年）
- 曠原に立ちて Empty Hands （1924年）
- 悪魔の微笑 Married Flirts （1924年）
- 痴人哀樂 The Snob （1924年）
- 殴られる彼奴 He Who Gets Slapped （1924年）
- 突貫花婿 Excuse Me （1925年）
- 夜の女 Lady of the Night （1925年）
- 天地も裂けよ Waking Up the Town （1925年）
- 美人帝国 Pretty Ladies （1925年）
- モダン結婚 A Slave of Fashion （1925年）
- 故郷の土 The Tower of Lies （1925年）
- 紅唇百萬弗 His Secretary （1925年）
- 悪魔の曲馬団 The Devil's Circus （1926年）
- 娘弁護士 The Waning Sex （1926年）
- 夜明け前 After Midnight （1927年）
- 思ひ出 The Student Prince in Old Heidelberg （1927年）
- 天使の顔 A Lady of Chance （1928年）
- ハリウッド・レヴィユー The Hollywood Revue of 1929 （1929年）
- 真珠と未亡人 The Last of Mrs. Cheyney （1929年）
- 結婚双紙 The Divorcee （1930年） ※アカデミー主演女優賞受賞
- 陽氣なママさん Let Us Be Gay （1930年）
- 仮染の唇 Strangers May Kiss （1931年）
- 自由の魂 A Free Soul （1931年）※アカデミー主演女優賞候補
- 夫婦戦線 Private Lives （1931年）
- 永遠に微笑む Smilin' Through （1932年）
- 颱風 Riptide （1934年）
- 白い蘭 The Barretts of Wimpole Street （1934年）※アカデミー主演女優賞候補
- ロミオとジュリエット Romeo and Juliet （1936年）※アカデミー主演女優賞候補
- マリー・アントアネットの生涯 Marie Antoinette （1938年） ※ヴェネツィア国際映画祭 女優賞受賞、※アカデミー主演女優賞候補
- 愚者の歓喜 Idiot's Delight （1939年）
- ザ・ウィメン The Women （1939年）